# Razor (Julische Alpen)
Der Razor ist mit 2601 m. i. J. Höhe der fünfthöchste höchste Berg Sloweniens und siebthöchste Berg der Julischen Alpen. Er befindet sich in der Gemeinde Kranjska Gora, etwa 80 km westlich von Ljubljana. Der Razor überragt im Süden das Trenta-Tal und im Norden das Krnica-Tal. Als Erster bestieg Otto Sendtner den Berg im Jahr 1842, heutzutage gibt es viele Routen, um den Berg zu besteigen.